# TISM
TISM је аустралијска хард рок група, основана у Мелбурну 1982. године.

## Дискографија

### Студијски албуми
1. 1985.
2. 1986.  (Elvis/Musicland, ER1202)
3. 1988.  (Elvis/Musicland, MUS CD 2001)
4. 1990.  (Phonogram, 846901-2)
5. 1992.  (Shock, SHOCK CD 0022)
6. 1993. Australia the Lucky Cunt (Shock, SHOCK CD 7020)
7. 1995. Jung Talent Time: The Remixes (Shock, G001)
8. 1995.  (Shock, G002/G002BONUS)
9. 1998.  (Shock, G0012/G0012B)
10. 2001.  (FMR, TISM007/TISM006D2)
11. 2002. Platter (Shock, BRIE001)
12. 2004.  (Madman, MMA 2204)

### Концерти албуми
1. 1996.  (Shock, G007A/G007B)

### Компилације
1. 1991.  (Shock, SHOCK CD 0017)
2. 1995.  (Shock, G006)
3. 2002.  (FMR, TISM010/TISM009D2)

### Синлови
1. 1986.  (Elvis/Musicland, ER0072)
2. 1987. 40 Years - Then Death (Elvis/Musicland, AMX68645)
3. 1987. The Ballad of John Bonham's Coke Roadie (Elvis/Musicland, ER1204)
4. 1988. I'm Interested in Apathy (Elvis/Musicland, MUS 12" 2002)
5. 1989. Saturday Night Palsy (Elvis/Musicland, MUS SP 2005)
6. 1989. Martin Scorsese is Really Quite a Jovial Fellow (Elvis/Musicland, ER0077
7. 1989. I Don't Want TISM, I Want a Girlfriend (Elvis/Musicland, ER0079)
8. 1990. The History of Western Civilisation (Phonogram, 878116-7)
9. 1991. Let's Form a Company (Phonogram, 878852-7)
10. 1995. (He'll Never Be an) Old Man River (Shock, G003)
11. 1995. Greg! The Stop Sign!! (Shock, G004)
12. 1995. Collected Recordings 1986-1993 Sampler (Shock, G00PRO1)
13. 1996. Garbage (Shock, G005)
14. 1996. All Homeboys are Dickheads (Shock, G008)
15. 1997. Shut Up - The Footy's on the Radio (Shock, G008-2)
16. 1997. Yob (Shock, G009)
17. 1998. I Might Be a Cunt, but I'm Not a Fucking Cunt (Shock, G0010)
18. 1998. Whatareya? (Shock, G0011)
19. 1998. Thunderbirds are Coming Out (Shock, G0013)
20. 2002. Honk if You Love Fred Durst (FMR, TISM008)
21. 2005. Everyone Else Has Had More Sex than Me (Epic/Sony BMG, 828766 92642 2)
22. 2010. Shut Up - The Footy's on the Radio 21st Century Remix (iTunes)

### Видео албуми
1. 1989. Shoddy and Poor
2. 1989. TISM Television Primer
3. 1991. Incontinent in Ten Continents
4. 1992. Boys in the Hoods
5. 1995. Collected Recordings 1986-1993 Promotional Music Video Compilation (Shock)
6. 1998. gold! Gold!! GOLD!!! (Warner Home Video)